# Kamel Aït Daoud
Kamel Aït Daoud, né le 18 mai 1985, est un rameur d'aviron algérien.

## Carrière
Kamel Aït Daoud est médaillé d'or avec Mohamed Ryad Garidi en deux de couple poids légers aux Jeux africains de 2007. Il participe aussi avec Garidi aux Jeux olympiques d'été de 2008. Il est médaillé d'argent en quatre de couple poids légers aux Championnats d'Afrique d'aviron 2012 à Alexandrie. Le duo Aït Daoud-Garidi est à nouveau médaillé d'or en deux de couple poids légers aux Championnats d'Afrique d'aviron 2013 ; il est aussi lors de ces Championnats médaillé d'or en quatre de couple poids légers. 
Il est médaillé d'argent en quatre avec barreur aux Jeux méditerranéens de plage de 2015. Aux Championnats d'Afrique d'aviron 2015, il obtient la médaille d'or en quatre de couple poids légers et la médaille d'argent en deux de couple poids légers.
Aux Championnats d'Afrique d'aviron 2017, il remporte la médaille d'or en deux de couple poids légers avec Sid Ali Boudina. Médaillé de bronze avec Nihed Benchadli en relais mixte aux Jeux africains de 2019, il obtient aux Championnats d'Afrique d'aviron 2019 la médaille d'argent en deux de couple poids légers et la médaille de bronze en skiff poids légers et en deux de couple avec Oussama Habiche.